# Szontagh Pál (politikus, 1821–1911)
Gömöri Szontagh Pál (Dobsina, 1821. április 26. – Budapest, 1911. február 10.) rézhámoros, politikus, országgyűlési képviselő evangélikus egyházi vezető. A csipkekészítő Szontagh nővérek apja.

## A szabadságharcig
Szontagh Vilmos megyei számvevő és Langsfeld Anna fia. Iskoláit Sajógömörön, Pozsonyban és Késmárkon végezte el. Jogot tanult, 1841-ben tette le Pesten az ügyvédi vizsgát. 1842 és 1844 között Gömör vármegye tiszti alügyésze és táblabírája volt. 1843-ban Madarász András megbízásából, aki 1846-ban Paula leányát is hozzáadta, Csetneken több üzem jogügyletének vitelét vállalta. Bővítette és vezette a csetneki rézhámort és vasolvasztót, átvette a masznikói (Nagyszlabos) gép-papírgyári részvény-társulat igazgatását is. 1845-től Gömör vármegye tiszti ügyésze és táblabírája volt. A szabadságharc alatt a Felvidéken működött statáriális bíróság tagja volt, majd mint nemzetőrszázados december 8-án részt vett Schlik tábornok ellen a kassa-budaméri csatában. A szabadságharc után a jogi gyakorlattól eltiltották.

## A szabadságharc után
1856-ban a csetneki rézhámort gyárüzemmé fejlesztette. Mint hitét gyakorló evangélikus, a tiszai evangélikus egyházkerületnek jegyzője, a gömöri evangélikus esperességnek felügyelője volt.

## Politikai pályája
1867-től előbb Deák-párti, majd mérsékelt ellenzéki országgyűlési képviselő volt (1867-ben, majd ismét 1869-ben, 1876-ban és 1878-ban a rozsnyói kerületből választották országgyűlési képviselővé, és mint ilyent, a másik Szontagh Páltól, a nógráditól való megkülönböztetés érdekében gömörinek nevezték. Előbb Csetneken lakott, majd élete végéig Budapesten, ahol 1883-tól több mint egy évtizeden át az Iparegyesület alelnöke volt. Tevékenyen közreműködött az ipartörvény felülvizsgálatának munkájában, a vízjogi törvény megszerkesztésében és a bányatörvényjavaslat kidolgozásában.